# 1Lib1Ref

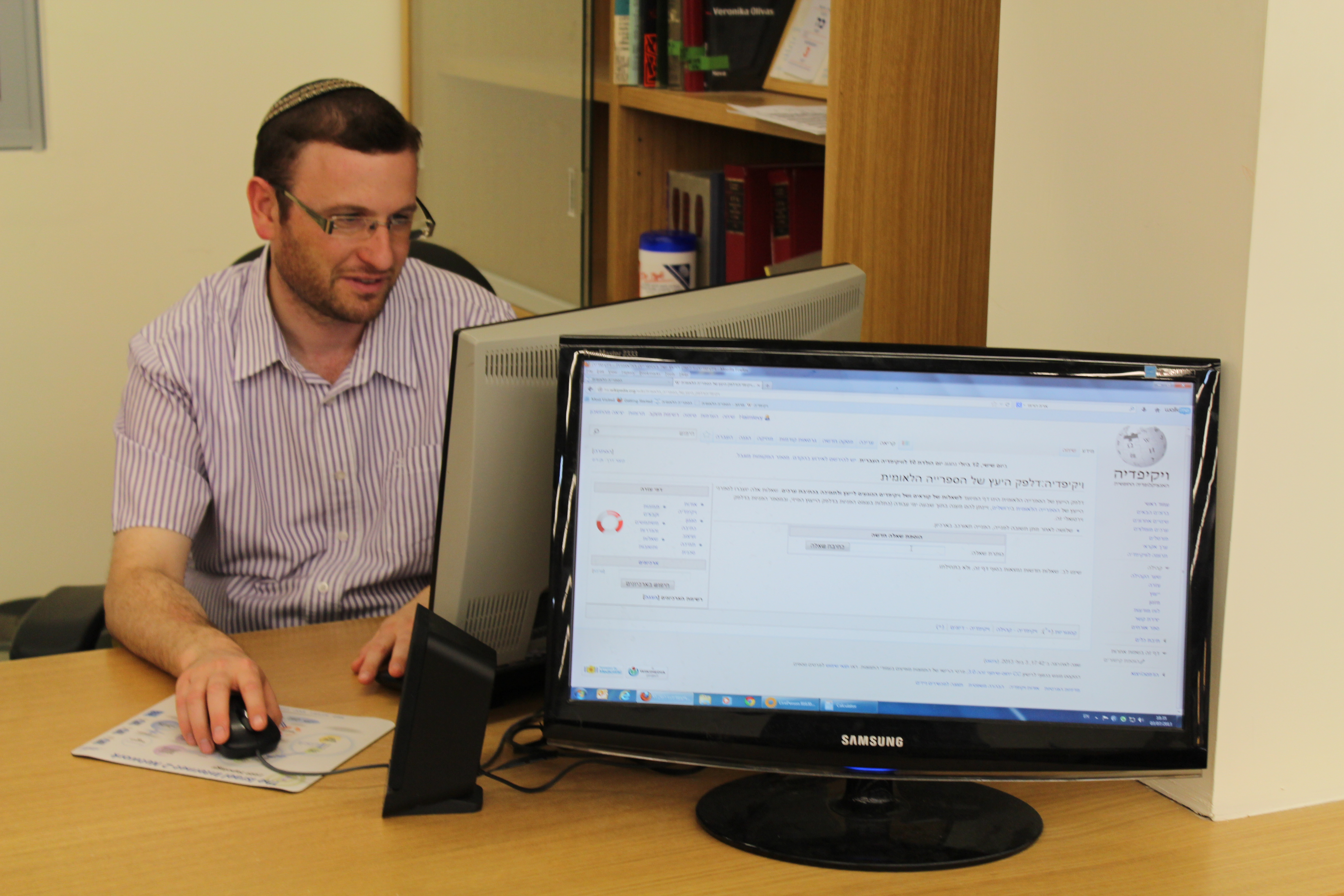
Um bibliotecário da Biblioteca Nacional de Israel editando a Wikipédia durante a campanha #1Lib1Ref

A Campanha 1Lib1Ref, também conhecida como Campanha ‘um bibliotecário, uma referência’, é uma iniciativa com o objectivo geral de promover a participação de novos editores na Wikipedia, em particular os bibliotecários e as pessoas que de uma forma ou outra estão ligadas às bibliotecas e aos centros de documentação. Ao mesmo tempo, procura-se a melhoria das referências presentes nos diferentes artigos da enciclopédia online, em diferentes idiomas, no pressuposto que em muitos casos esses artigos não têm todas as referências que deveriam ter, e/ou que as respectivos ligações estão inoperantes ou inexistentes; por este motivo também se promove a participação de todos quem se interessem em melhorar as referências na Wikipédia, independentemente da sua experiência prévia com a enciclopédia.
Durante as suas intervenções nesta campanha, os participantes devem inserir o hashtag "#1lib1ref", na caixa correspondente ao resumo de edição, e antes de guardar as mudanças efectuadas devem ser assinaladas as citações que se adicionam ou que se corrigem. Desta forma, acedendo ao historial do artigo, poderão ser vistas com facilidade as intervenções feitas durante esta campanha.
Na sua edição de 2017 a campanha desenrolou-se de 15 de Janeiro a 3 de Fevereiro desse ano.
Em 2019 a campanha 1Lib1Ref decorrerá entre 15 de Janeiro e 5 de Fevereiro.

## Campanha de 2016

Logo da Biblioteca Wikipedia.

Inicialmente a campanha de publicidade #1Lib1Ref ("One Librarian, One Reference") teve por objectivo pedir a cada bibliotecário do mundo a participação nas comemorações do 15º aniversário do início do projecto Wikipedia, a 15 de Janeiro de 2016, mediante a adição de uma referência à dita enciclopedia online livre e multilíngue em linha.

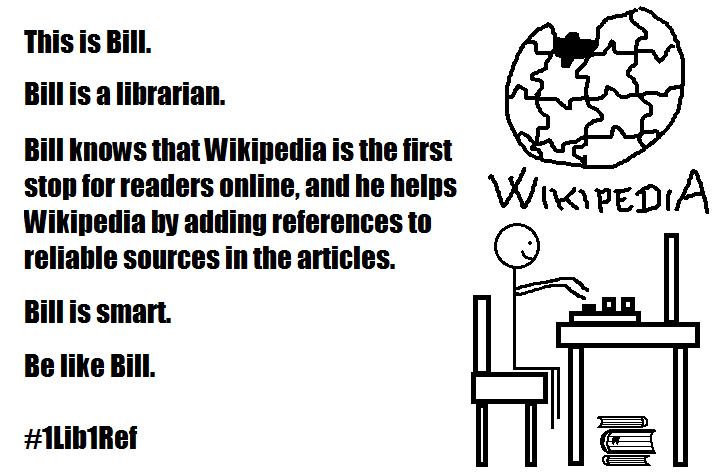
Meme do meio social Bê Like Bill criado em resposta à campanha #1lib1ref.

Os organizadores da campanha estimaram que se cada bibliotecário no planeta dedicasse cerca de quinze minutos a adicionar tão somente uma referência à Wikipedia em idioma inglês, a dita enciclopédia ficaria muito melhorada e consolidada, conseguindo-se possivelmente assim acabar com muitos dos pedidos de referências e citações em falta, habitualmente marcados com a predefinição [citation needed], que nessa data se calcularam como em número de 350.000.
Este evento desenvolveu-se entre 15 e 23 de Janeiro de 2016, utilizando o hashtag "#1lib1ref" para marcar as contribuições feitas no âmbito desta iniciativa.
Ao terminar a campanha de 2016, contabilizaram-se 1232 revisões em 879 artigos, colocadas por 327 utentes participantes em nove idiomas diferentes. Todas estas revisões haviam sido convenientemente marcadas agregando o hashtag #1lib1ref na caixa correspondente ao resumo de edição.

## Quadro referencial
| Ano de realização | Datas                          | Participantes | Principais resultados     | Principais referências |
| ----------------- | ------------------------------ | ------------- | ------------------------- | ---------------------- |
| 2016              | 15-23 de Janeiro               | 327 editores  | 1.232 revisões, 9 idiomas | [ 7 ]                  |
| 2017              | 15 de Janeiro – 3 de Fevereiro |               |                           |                        |